# Hyla suweonensis
Espèce
Statut de conservation UICN

 EN A2ace+4ace; B1ab(i,ii,iii,v); C1 : En danger
Hyla suweonensis est une espèce d'amphibiens de la famille des Hylidae.

## Répartition
Cette espèce est endémique de Corée du Sud. Elle se rencontre dans les provinces de Chungcheong du Sud et de Gyeonggi,. Sa présence est incertaine en Corée du Nord.

## Étymologie
Son nom d'espèce, composé de suweon et du suffixe latin -ensis, « qui vit dans, qui habite », lui a été donné en référence au lieu de sa découverte, la ville de Suwon.

## Publication originale
- Kuramoto, 1980 : Mating Calls of Treefrogs (Genus Hyla) in the Far East, with Description of a New Species from Korea. Copeia, vol. 1980, no 1, p. 100-108.